# 萊奧塔爾足球俱樂部
萊奧塔爾足球俱樂部是波斯尼亚和黑塞哥维那的一家職業足球俱樂部。球隊的主場位於特雷比涅。萊奧塔爾在南斯拉夫時期並未參加過國內的頂級聯賽。球隊目前參加波斯尼亞和黑塞哥維那超級足球聯賽的賽事。在波黑獨立之後則在2002-03賽季奪得波黑頂級聯賽的錦標。也奪得過塞族共和國聯賽的錦標。

## 外部連結
- 官方网站 （塞爾維亞文）
- FK Leotar （页面存档备份，存于） at UEFA.com
- FK Leotar （页面存档备份，存于） at Transfermarkt.de